# Eugène Deloncle

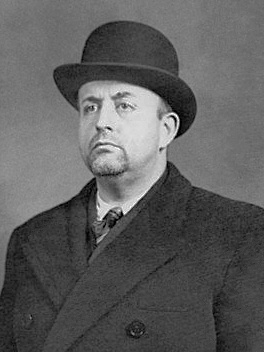
Eugène Deloncle

Eugène Deloncle (Brest, 20 juni 1890 – Parijs, 17 januari 1944) was een Franse ingenieur en fascistische leider en de adoptievader van Jacques Corrèze.
Nadat hij aan de École Polytechnique was afgestudeerd, nam hij dienst bij de Franse marine. Tijdens de Eerste Wereldoorlog was hij een artillerieofficier en raakte hij gewond aan het front in Champagne. Deloncle werd gedecoreerd met het Franse Legioen van Eer.
Aanvankelijk steunde hij de Action Française, maar hij verliet in 1935 de beweging om zijn eigen beweging om te richten: de Comité Secret d'Action Révolutionnaire (CSAR) - beter bekend als  La Cagoule. La Cagoule behield de orléanistische en streng antirepublikeinse lijn van de Action Française, maar omarmde het fascisme.
Na de Val van Frankrijk in 1940 en de Duitse bezetting richtte Deloncle een beweging genaamd Mouvement Social Révolutionnaire (MSR, Sociale Revolutionaire Beweging) op, die Vichy-Frankrijk en Philippe Pétain steunde. De MSR was radicaler dan de Cagoule en steunde Pétains traditionalisme. Deloncle benaderde het Rassemblement National Populaire van Marcel Déat, maar door conflicten werd hij in mei 1942 uit de beweging gezet.
Deloncles betrokkenheid met de Abwehr maakte hem een vijand van de Gestapo. De Gestapo vermoordde Deloncle samen met een van zijn zonen in januari 1944.